# مدونة قواعد السلوك في الشركة
مدونة قواعد السلوك للشركة هي وثيقة مكتوبة طوعًا من طرف الشركة تحدد مجموعة من المبادئ التي تلتزم الشركة باتباعها، أو تتطلب من موظفيها اتباعها. في بعض الحالات، تصل مدونات السلوك إلى الموردين، والمقاولين الفرعيين، والأطراف الثالثة. إنها نوع من مدونة قواعد السلوك.

## المحتويات
تختلف محتويات مدونة قواعد السلوك للشركة وتعتمد إلى حد ما على ثقافة الشركة والدولة التي تتواجد فيها. عمومًا، يمكن القول إن مدونات السلوك تتعلق بقضايا مكافحة الفساد، وقانون العمل، والسياسات البيئية، والقضايا القانونية الأساسية مثل رفض العبودية، وعمل الأطفال، والامتثال للمعايير البيئية لكل دولة، واحترام القوانين الوطنية عمومًا.

## الحالات

### نايك
مدونة قواعد السلوك لشركة نايك واحدة من الأمثلة، حيث في أوائل التسعينيات، أُبلغ عن نايك بواسطة الصحافة في الولايات المتحدة لاستخدامها مقاولين في جنوب شرق آسيا الذين استخدموا العمل القسري وعمل الأطفال. تضررت صورة نايك من هذه الشكوى وانعكس ذلك في انخفاض كبير في المبيعات. كجزء من استراتيجيتها لاستعادة صورتها، أعلنت نايك عن مدونة قواعد السلوك للشركة، حيث أكدت التزامها بتعديل إجراءات الشركة حول العالم لتتوافق مع قواعدها، وكذلك تطلب من جميع المقاولين الفرعيين القيام بالمثل، في عام 1992 (توظف نايك مباشرة 22,000 موظف و450,000 عامل غير مباشر من خلال المقاولين الفرعيين حول العالم.) بعد فترة وجيزة، تلقت انتقادات من النقابات حول محتوى مدونتها لقواعد السلوك، لذا أنشأت نايك نصًا جديدًا في ذلك وهو النص المعروض حاليًا.

### الخادم غير المخلص
في قضية مورجان ستانلي ضد سكورون، 989 F. Supp. 2d 356 (S.D.N.Y. 2013)، طبقًا لمبدأ الخادم غير المخلص في نيويورك، قضت المحكمة بأن موظف صندوق التحوط الذي شارك في التداول الداخلي في انتهاك لمدونة قواعد سلوكه الخاصة بالشركة، والتي كانت تتطلب منه أيضًا الإبلاغ عن سوء تصرفه، يجب أن يعيد إلى صاحب العمل المبلغ الكامل البالغ 31 مليون دولار الذي دفعه له كتعويض خلال فترة عدم إخلاصه.

## المراقبة
أحد القضايا الأولى التي أثيرت بشأن مدونة قواعد السلوك للشركات كان مراقبة الامتثال. وقد اعتُبر أنه ليس من الموثوقية أن تجرى المراقبة بواسطة الشركة نفسها. بعض الشركات تلجأ إلى شركات خارجية لإجراء المراقبة. في حالات أخرى، قبلت الشركات أن تقوم بعض المنظمات غير الحكومية بعمليات المراقبة، لكن النقابات اشتكت من أن هذا النشاط للمنظمات غير الحكومية قد استُخدِم مرارًا كبديل للعمل النقابي واستبدال النقابة أمام العمال.

## القضايا
ترتبط مدونات السلوك بـالمسؤولية الاجتماعية للشركات. وقد أشارت بعض التحقيقات إلى أن مدونات السلوك تحمل خطر إزاحة أهمية المعايير الوطنية والدولية الإلزامية.
قدّر معهد الأمم المتحدة للبحث الاجتماعي (UNRISD) وجود عدة مئات من مدونات قواعد السلوك للشركات القائمة. وقدّرت الأونكتاد 65,000 شركة أم تمتلك حوالي 850,000 شركة فرعية أجنبية في جميع أنحاء العالم، وتوظف الغالبية العظمى من عمالها من خلال التعهيد.
انتقدت نقابات العمال وبعض المنظمات غير الحكومية الطبيعة الأحادية لمدونات السلوك وأكدت أنها غالبًا ما تهدف فقط إلى تحسين الصورة العامة للأعمال. كما أشير إلى عدم شمول الموردين والمقاولين الفرعيين والشركات المتعاقدة ضمن مدونات السلوك كعيب خطير، حيث إنه المكان الذي يعمل فيه غالبية العمال ويحدث فيه معظم الانتهاكات. كما نوقشت صلاحيتها القانونية وطرق تنفيذها والامتثال لها.

## روابط خارجية
- لمعلومات عامة حول القيمة القانونية لمدونات السلوك، انظر الموقع الذي طوره مشروع جامعة R & D SEJ 2006-07116، ومقره كلية الحقوق بجامعة كومبلوتنسه بمدريد والممول من وزارة العلوم والابتكار الإسبانية: بوابة ويب لمدونات السلوك نسخة محفوظة 22 مارس 2009 على موقع واي باك مشين.